# Gilbert Kenneth Jenkins
Gilbert Kenneth Jenkins  (Bristol, Angleterre du Sud-Ouest, 2 juillet 1918 -  22 mai 2005) est un historien et un numismate anglais.

## Biographie
Gilbert Kenneth Jenkins fait ses études à la Bloxham School (en). À la suite de l'obtention d'une bourse ouverte à de grands classiques au Corpus Christi College à Oxford, en 1936 où il rencontre les éminents numismates Edward Robinson et Humphrey Sutherland de l'Ashmolean Museum qui l'initient à leur discipline.
Ses études à Oxford sont interrompues par la Seconde Guerre mondiale, pendant laquelle il sert dans la reconnaissance aérienne en Inde et en Birmanie.
En 1946 il obtient son diplôme et rejoint le département des monnaies et médailles du British Museum et devient gardien des pièces de monnaie et médailles de 1965 à 1978. De 1950 à 1955, il est directeur adjoint de la rédaction de la revue Journal of Hellenic Studies puis de 1964-1965, rédacteur adjoint du journal Numismatic Chronicle. De 1964 à 1974, il est secrétaire honoraire de la Royal Numismatic Society.
Les domaines de prédilection de Gilbert Kenneth Jenkins couvrent l'ensemble du monde antique : monnaie celtique d'Espagne, monnaie grecque d'Italie, de Sicile, d'Afrique du Nord, d'Asie Mineure, de Corinthe, Crète, Rhodes. Il réalise des catalogues pour des collections privées et publiques en Europe, rédige de nombreuses notes et articles et participe activement aux séminaires et conventions internationales.
Le livre Ancient Greek Coins, publié en 1972 est réimprimé et constitue un document fondamental sur la monnaie grecque antique.

## Monnaie étrusque
Gilbert Kenneth Jenkins publie deux travaux sur l'argument bien documentés et affirme ce qui suit :

« La datation des monnaies étrusques est très difficile...  et il ne semble pas y avoir une évidence valide pour établir une chronologie »

— Jenkins, 1955
Jenkins indique que la série de Populonia de valeur de X et XX unités reflétait sûrement le cours du bronze de l'Italie centrale. Il trouve que les bronzes étrusques « pouvaient être datés avec certaines tolérances… eurent des réductions de la norme tientale à celle sextantale », mais trouva qu'il était pratiquement impossible que l'argent et le bronze puissent avoir cours simultanément à cause de leur style trop différent.
Par la suite Jenkins a  confirmé la datation précédente des monnaies de X unités, mais a réfuté l'hypothèse de Laura Breglia (it) qui parlait d'un standard pondéral asiatique et celles de Walther Giesecke d’un pied basé sur la litrae d'origine de la Chalcidique, optant pour un standard basé sur le scrupulum et le double-scrupulum pour l'Étrurie intérieure.

## Publications
- The Coin Types of the Saka-Pahlava Kings of India, Varanasi, 1957.
- Avec R. B. Lewis Carthaginian Gold and Electrum Coins, Londres, 1963.
- Coins of Punic Sicily, 1997.
- The Coinage of Gela, Antike Münzen und Geschnittene Steine II, Berlin, 1970.
- Ancient Greek Coins, 1972.
- Avec Ulla Westermark The Coinage of Kamarina, Londres, 1980.
- Principal Coins of the Greeks, 1959.
- Avec C. M. Kraay The Coinage of Abdera, 1966.
- Avec C. M. Kraay, Essays in Greek Coinage presented to Stanley Robinson, 1968.
- Survey of Numismatic Research 1960-1965, INC Copenhagen 1967.
- Survey of Numismatic Research 1966-1971, INC New York 1973.
- Avec Margaret Thompson, An Inventory of Greek Coin Hoards.

## Récompenses
- Médaille Akbar de la Société numismatique indienne, 1966.
- Médaille d'argent de la  Royal Numismatic Society, 1975.
- Médaille Huntington de la Société de numismatique américaine, 1976.
- Membre honoraire du German Archaeological Institute et de l'INC.